# توه‌سرخک سفلی
توه‌سرخک سفلی، روستایی از توابع بخش حمیل شهرستان اسلام‌آباد غرب در استان کرمانشاه ایران است.

## جمعیت
این روستا در دهستان حمیل قرار دارد و براساس سرشماری مرکز آمار ایران در سال ۱۳۸۵، جمعیت آن ۷۰۶ نفر (۱۴۷خانوار) بوده‌است.